# Caatiba
Caatiba är en kommun i Brasilien.   Den ligger i delstaten Bahia, i den östra delen av landet, 800 km öster om huvudstaden Brasília. Antalet invånare är 11 448.
I omgivningarna runt Caatiba växer i huvudsak städsegrön lövskog. Runt Caatiba är det ganska tätbefolkat, med 116 invånare per kvadratkilometer.